# Stato autoritario
Per Stato autoritario (o autoritarismo se genericamente riferito a una forma di governo) si intende uno Stato in cui la sovranità è esercitata da un partito egemone o da un dittatore. Considerato rivisitazione in chiave moderna dell'assolutismo monarchico, pur essendo presente una rappresentanza politica, quest'ultima è fortemente limitata dal potere del governo.
Il pilastro fondamentale di uno Stato autoritario è la figura di capo o dittatore: questo uomo forte concentra su di sé tutti i poteri dello Stato, arrivando a confondersi con esso, e assume la funzione di guida suprema della nazione.
Si differenzia dallo Stato totalitario perché in quest'ultimo, oltre alla semplice sottomissione al potere centrale, vi è anche l'ambizione di controllare capillarmente la società in tutti i suoi diversi ambiti, mutando e uniformando il modo di pensare e di vivere della società stessa, attraverso l'assimilazione ad una particolare ideologia.

## Descrizione

### Analisi del termine

Logo del Partito Nazionale Fascista

Il termine autoritarismo, derivante da "autorità", è stato inventato dalla propaganda del regime fascista per descrivere, in accezione positiva, il governo autoritario del Regno d'Italia. In seguito alla disfatta del regime, il termine ha assunto un carattere fortemente negativo, indicando un abuso di autorità, ed in modo particolare, per denotare la "cattiva autorità".
Questo abuso del potere dominante, volto al controllo della popolazione, schiaccia inevitabilmente le libertà individuali. Per questo motivo, oggi la parola autoritarismo ha un significato che può essere considerato il contrario di libertà. La parola "autoritarismo" è formata da radici latine e significa "sistema basato sul potere o l'abuso di questo potere". Nome formato da un termine latino: "auctor" che significa "autore" e tre suffissi: "-itas" usato per formare nomi; questo dà "auctoritas" in latino (legittimità); suffisso "-aris" usato per formare aggettivi; dà autoritarismo; "-ismum", un suffisso di formazione tardiva che si riferisce all'idea di appartenenza a un gruppo o a un sistema di pensiero (per designare professioni o opinioni).

### Caratteristiche
Le caratteristiche principali dello Stato autoritario sono:
- Abolizione dello Stato di diritto dei principi di legalità. L'attività del potere pubblico viene esercitata al di sopra della legge e senza garanzie per i cittadini. Il Capo e i vertici dello Stato non sottostanno a nessun organo di controllo, quindi non è possibile alcun accertamento delle responsabilità dell'operato dei vertici del regime.
- Limitazione dei diritti individuali fondamentali, quali la libertà personale, la libertà di parola, la libertà di manifestazione del pensiero e la libertà di stampa.
- Limitazione del pluralismo politico. Viene esercitata la repressione di qualsiasi forma di dissenso con il divieto di costituire associazioni o organizzazioni private, diverse da quelle espressamente autorizzate, e la creazione di un partito unico.
- La soppressione della libertà sindacale.
- La sostituzione degli organi elettivi con organi di nomina governativa.
- L'accentramento statale, strutturando un apparato burocratico basato su rigidi principi gerarchici.

### Definizione di Linz
Una delle definizioni più famose di autoritarismo è quella di Juan José Linz, il quale afferma che sono autoritari tutti quei regimi politici “con pluralismo politico limitato; senza la guida di un'ideologia elaborata, ma con mentalità caratteristiche; senza un'estesa e intensa mobilitazione politica, salvo che in alcuni momenti del loro sviluppo; con un leader, o talvolta un ristretto gruppo dirigente, che esercita il potere entro limiti formalmente mal definiti, ma in realtà abbastanza prevedibili.” Emergono evidenti, da questa definizione, quattro caratteristiche fondamentali dei regimi autoritari: il pluralismo politico limitato (a differenza dell'antipluralismo totale dei regimi totalitari), il carattere ideologico più legato ad una mentalità che ad un'ideologia forte vera e propria; la scarsa mobilitazione politica; l'esercizio del potere legato ad una forte leadership personale o di élite. A queste quattro caratteristiche, infine, bisogna aggiungerne una quinta, legata ai connotati strutturali di un regime: ad esempio, è necessario capire come il ruolo dei partiti (se presenti) o del singolo partito, nonché il ruolo dei militari, influenzino la vita politica del dato regime autoritario.